# Trans-AMA 1977
La temporada de 1977 de la Trans-AMA, anomenada oficialment 1977 Trans-AMA motocross series, fou la 8a edició d'aquest campionat, organitzat per l'AMA. El calendari oficial constava de 8 proves puntuables, celebrades entre el 25 de setembre i el 20 d'octubre.
El belga Roger De Coster guanyà el campionat, amb un total de 4 victòries absolutes, mentre que Marty Smith se n'anotava dues i Bob Hannah i Brad Lackey una cadascun.

## Rondes
Font:
| Ronda | Data           | Lloc                   | Guanyador       | Motocicleta |
| ----- | -------------- | ---------------------- | --------------- | ----------- |
| 1     | 25 de setembre | Lexington (Ohio)       | Roger De Coster | Suzuki      |
| 2     | 2 d'octubre    | Axton (Virgínia)       | Marty Smith     | Honda       |
| 3     | 9 d'octubre    | New Berlin (Nova York) | Roger De Coster | Suzuki      |
| 4     | 16 d'octubre   | Buchanan (Michigan)    | Bob Hannah      | Yamaha      |
| 5     | 23 d'octubre   | St. Peters (Missouri)  | Roger De Coster | Suzuki      |
| 6     | 30 d'octubre   | Dallas (Texas)         | Roger De Coster | Suzuki      |
| 7     | 6 de novembre  | Puyallup (Washington)  | Marty Smith     | Honda       |
| 8     | 20 de novembre | Sonoma (Califòrnia)    | Brad Lackey     | Honda       |

## Classificació final
| Posició | Pilot           | Motocicleta | Punts |
| ------- | --------------- | ----------- | ----- |
| 1       | Roger De Coster | Suzuki      | 317   |
| 2       | Bob Hannah      | Yamaha      | 296   |
| 3       | Marty Smith     | Honda       | 280   |
| 4       | Brad Lackey     | Honda       | 252   |
| 5       | Tommy Croft     | Honda       | 229   |
| 6       | Jim Pomeroy     | Honda       | 228   |
| 7       | Tony DiStefano  | Suzuki      | 188   |
| 8       | Danny LaPorte   | Suzuki      | 165   |
| 9       | Gaylon Mosier   | Maico       | 165   |
| 10      | Steve Stackable | Maico       | 145   |